# Délsarki halfarkas
A délsarki halfarkas (Stercorarius maccormicki) a madarak osztályába lilealakúak (Charadriiformes) rendjébe, ezen belül a halfarkasfélék (Stercorariidae) családjába tartozó faj.

## Rendszerezése
A fajt Howard Saunders angol ornitológus írta le 1893-ban. Egyes szervezetek a Catharacta nembe sorolják Catharacta maccormicki néven. Tudományos faji nevét Robert McCormick brit sebészről, felfedezőről és természettudósról kapta.

## Előfordulása
A Déli-sarkvidéken fészkel, a telel a Csendes-, az Indiai- és az Atlanti-óceánon tölti. Természetes élőhelyei a sziklás hegyoldalak, tengerpartok és a nyílt tengerek.

## Megjelenése
Testhossza 55 centiméter, szárnyfesztávolsága 130-140 centiméter, testtömege 900-1500 gramm.
|  |  |

## Életmódja
Táplálékparazita, más madarak által elfogott halakkal táplálkozik. Kisebb emlősöket, tojásokat és fiókákat is fogyaszt.

## Szaporodása
Fészekalja többnyire 2 tojásból áll.
|  |  |

## Természetvédelmi helyzete
Az elterjedési területe rendkívül nagy, egyedszáma 6000-15000 példány közötti, viszont stabil. A Természetvédelmi Világszövetség Vörös listáján nem fenyegetett fajként szerepel.